# Metal alcalino-pământos
Metalele alcalino-pământoase, găsite în grupa a doua din sistemului periodic de elemente (grupă cunoscută și sub denumirea de grupa IIA), sunt metale cu proprietăți intermediare între metalele alcaline și cele pământoase. Acestei grupe aparțin elementele stabile: Beriliu (Be), Magneziu (Mg), Calciu (Ca), Stronțiu (Sr), Bariu (Ba) și Radiu (Ra). Al șaselea element al grupei, Radiu (Ra), este un product intermediar radioactiv.

## Proprietăți

### Proprietăți fizice
- luciu metalic
- stare solidă

### Configurația electronilor
Beriliu: 1s2,2s2
Magneziu: 1s2,2s2,2p6,3s2
Calciu: 1s2,2s2,2p6,3s2,3p6,4s2
Stronțiu: 1s2,2s2,2p6,3s2,3p6,4s2,3d10,4p6,5s2
Bariu: 1s2,2s2,2p6,3s2,3p6,4s2,3d10,4p6,5s2,4d10,5p6,6s2
Radiu: 1s2,2s2,2p6,3s2,3p6,4s2,3d10,4p6,5s2,4d10,5p6,6s2,5d10,4f14,6p6,7s2